# KÖStV Traungau Graz
Die Katholische Österreichische Studentenverbindung Traungau Graz (KÖStV Traungau Graz) ist eine farbentragende, nicht-schlagende und katholische Studentenverbindung des Österreichischen Cartellverbands (ÖCV) aus Graz und bekennt sich zu den gemeinsamen vier Prinzipien religio, patria, scientia und amicitia. Sie vereint Studierende und Absolventen aller Grazer Universitäten und Fachhochschulen.

## Geschichte

### Die Gründung
Die KÖStV Traungau Graz wurde im Jahr 1908 von der KÖHV Carolina Graz gegründet. Am 5. Juni 1908 stellten sich Vertreter der KÖStV Traungau Graz beim damaligen Rektor der Karl-Franzens-Universität vor. Bei dieser Gelegenheit, aber auch schon bei einem „Sonntagsbummel“ (Spaziergang) am 14. Juni 1908 kam es zu verbalen und körperlichen Auseinandersetzungen mit Mitgliedern national-freiheitlicher Verbindungen. Während auf der Straße der „Prügelcomment“ (Schlägerei) herrschte, focht man auf universitärem Boden den „Kulturkampf“, indem versucht wurde den Katholizismus von der Universität zu verdrängen, und der im Wahrmundjahr 1907/1908 gipfelte.

Vom 22. bis 24. Juni 1908 fand unter heftigen Auseinandersetzungen mit schlagenden Verbindungen die Publikation statt, wobei am 23. Juni 1908 bei einem feierlichen Kommers im Hof des Admonter Hofes die Fahne des KÖStV Traungau Graz geweiht und die Verbindung in den Cartellverband (CV) aufgenommen wurde.
Im Zuge dieses Stiftungsfestes sahen sich die katholischen Couleurstudenten zeitweise einer Übermacht von bis zu 2000 (aus dem ganzen deutschen Sprachraum angereisten) Angehörigen national-freiheitlicher Verbindungen und deren Sympathisanten gegenüber (an der Universität Graz studierten im Jahr 1908 insgesamt nur ca. 1850 Studenten), was zu mehreren Schwerverletzten auf Seiten des CVs und zum Einsatz des Militärs zur Wiederherstellung der Ordnung führte, und schließlich politisch sowohl im Grazer Gemeinderat als auch im Wiener Parlament Wellen schlug.

### 1908 bis 1918
Nach zahlreichen kleineren Provokationen in den folgenden Jahren erreichten die Unruhen zu Pfingsten 1913 anlässlich des 5. Stiftungsfestes, welches gemeinsam mit dem 25. Stiftungsfests der KÖHV Carolina Graz begangen wurde, noch einmal die Ausmaße des Jahres 1908 und wurden zu einer der größten Auseinandersetzungen zwischen Angehörigen national-freiheitlicher und katholischer Verbindungen überhaupt. Wieder waren mehrere hunderte Angehörige schlagender Korporationen aus dem gesamten deutschen Sprachraum angereist um die Feierlichkeiten zu verhindern (Carolina und Traungau hatten zu diesem Zeitpunkt gemeinsam ca. 230 Mitglieder.) Angriffe auf CVer führten zu zahlreichen Schwerverletzten, was wiederum den Einsatz des Militärs innerhalb der Stadt Graz notwendig machte. Während dieser Tage wurde auch der Lehrbetrieb an der Universität Graz eingestellt und für das ganze restliche Semester nicht mehr aufgenommen. Da sich unter den Verletzten auch viele deutsche CVer (unter ihnen der amtierende Vorortspräsident Heinrich Mölle) befanden, hatten die Unruhen ein diplomatisches Nachspiel. Auch innerhalb Österreichs führten diese Vorgänge zu heftigen politischen Debatten und zogen auch die Verurteilung der Angreifer nach sich. Mölle bemerkte später gegenüber dem damaligen Senior des Traungaus Ignaz Tschurtschenthaler, dass er „niemals so stolz gewesen wäre CVer zu sein, wie dieser Tage hier in Graz“.
Ebenfalls in diesem Semester kam es zum Tod des amtierenden Schriftführers Karl Bayers, welcher Verletzungen, die ihm von Mitgliedern national-freiheitlicher Korporationen zugeführt wurden, erlag. Anton Jaklitsch folgte ihm in diesem Amt nach.
Bei Ausbruch des Ersten Weltkrieges meldeten sich alle tauglichen Aktiven zum Kriegsdienst, was den Verbindungsbetrieb vorerst zum Erliegen brachte. Ab 1915 wurde unter Leitung von Franz Musger, welcher verwundet von der Front zurückgekehrt war, ein eingeschränkter Betrieb wieder aufgenommen und versucht durch umfangreiche Korrespondenz sowie kleinen Paketen den Kontakt mit den im Feld stehenden Mitgliedern zu halten; insgesamt fielen 16. Traungauer (1913 hatte der Traungau 41 studierende Mitglieder). In den Tagen des Umbruchs zu Ende des Ersten Weltkrieges 1918 leisteten die schon aus dem Feld zurückgekehrten Aktivenmitglieder bewaffnet Wachdienste am Grazer Hauptbahnhof, um die Stadt vor Plünderungen durch durchziehende und marodierende Soldaten zu schützen.

### 1918 bis 1934
Die Zeit des Weltkrieges führte auch in Graz zunächst zu einer Annäherung zwischen katholischen und national-freiheitlichen Couleurstudenten, jedoch kam es hier im Unterschied zu Wien und anderen Universitätsstädten schon 1920 anlässlich der (vom Traungau unterstützten) Gründung der dritten Grazer CV Verbindung KÖStV Babenberg Graz zu größeren Auseinandersetzungen, welche sich in den folgenden Jahren fortsetzten, aber zunächst nicht die Ausmaße der Zeit vor dem Krieg erreichten.
Für den Traungau waren die 1920er nach einer kurzen Konsolidierungsphase eine Zeit des Wachstums (so konnten die Mitgliedszahlen annähernd verdoppelt werden), auch wurde mit der Wahl des Altseniors Jakob Ahrer zum Landeshauptmannstellvertreter der Steiermark 1919, des Alten Herren Karl Englhofer zum Bürgermeisterstellvertreter von Graz sowie durch Verleihung des Bandes an Landeshauptmann Anton Rintelen (welcher 1934 nach dem Juliputsch wieder ausgeschlossen wurde) in Bezug auf das öffentliche Auftreten und öffentliche Wahrnehmung für den Traungau und den Grazer CV vieles einfacher.
Mit dem zunehmenden Einfluss des NSDStB auch in Graz verschärfte sich der Gegensatz zwischen den Angehörigen von katholischen und national-freiheitlichen Verbindungen im November 1932 wieder auf ein ähnliches Niveau wie 1908/1913, als nach dem gewaltsamen hinauskomplementieren von Mitgliedern der Carolina bei einer Veranstaltung des Deutschen Schulvereines die Gewalt in Graz mehrere Tage lang eskalierte und 50 % aller aktiven CVer verletzt wurden.

### 1934 bis 1938
Sowohl an den Kämpfen im Februar als auch im Juli 1934 beteiligten sich auf Seiten der Regierung Mitglieder des Traungaus bzw. hielten sich in verschiedenen Wehrformationen in Bereitschaft. Sichtbarstes Zeichen der Unterstützung des austrofaschistischen Ständestaats war die Verleihung des Ehrenbandes an Bundeskanzler Kurt Schuschnigg, zwei Traungauer wurden zu Mitgliedern des wieder eingesetzten Staatsrates ernannt. Bis zum März 1938 waren nahezu alle studierenden Mitglieder Angehörige verschiedener regierungstreuer Wehrformationen wie den ostmärkischen Sturmscharen (noch am 11. März hielt zum Beispiel eine bewaffnete Einheit mit ca. 14 Mann unter dem Kommando eines Traungauers die Grazer Burg besetzt, bis sie nach Zusicherung freien Geleits – mit ihren Waffen – um Mitternacht ihre Stellung räumte).

### 1938 bis 1945
In der Nacht des 11. März, wenige Stunden vor dem Einmarsch der deutschen Wehrmacht, verbrannte man die sich auf dem Vereinslokal befindlichen Mitgliederverzeichnisse und es gelang vor der Stürmung durch die SA die Verbindungsfahne in Sicherheit zu bringen (sowie sie während des gesamten Krieges versteckt zu halten; sogar mehrere Burschungen wurden bei ihr durchgeführt). Nach dem „Anschluss“ wurde der Verbindungsbetrieb (in Privatwohnungen) illegal weitergeführt – dieser erlosch jedoch mit Beginn des Zweiten Weltkrieges. 1941 wurde von Grazer CVern beschlossen zunächst Carolina Graz zu reaktivieren. Als diese mit 20 Burschen und Füxen eine Größe erreicht hatte, die eine Entdeckung befürchten ließ, wurde am 15. Mai 1943 durch Teilung der Traungau als eigenständige Verbindung wiederbegründet. Beide Verbindungen entwickelten nun weitgehend ein Eigenleben, aus organisatorischen Gründen blieb jedoch der Urtraungauer Rudolf Dörner Senior beider Verbindungen, und „offizielle“ Veranstaltungen wie Messbesuche oder Ausflüge wurden gemeinsam absolviert. In der Zeit des Nationalsozialismus wurden vier Traungauer in einem KZ interniert, 12 weitere wurden zu Haftstrafen verurteilt. So wurde zum Beispiel Max Riccabona, der ab 1934 Mitglied der Verbindung war, 1941 wegen verbotener monarchistischer Betätigung verhaftet und im KZ Dachau interniert. Fast alle Angehörigen des Traungaus mussten Hausdurchsuchungen oder Einvernahmen über sich ergehen lassen, viele wurden in ihrer Existenz durch Entlassung oder die erzwungene Studienaufgabe bedroht. 1944/45 gehörten 12 Traungauer aktiv einer Widerstandsbewegung an. Ebenfalls 12 Traungauer mussten als Angehörige der deutschen Wehrmacht in diesem Krieg ihr Leben lassen.
Ein von der Verbindung eingebrachter Antrag nach dem Entschädigungsfondgesetz der Republik Österreich vom Februar 2001 wurde mit 3. März 2006 positiv beschieden und eine Entschädigung zuerkannt. Die KÖStV Traungau ist somit auch offiziell als Opfer des Nationalsozialismus anerkannt.

### Nach 1945
Nach dem Zweiten Weltkrieg konnte der Verbindungsbetrieb im Wintersemester 1945/46 wieder aufgenommen werden. Seit 1952 tagt die KÖStV Traungau Graz im ersten Obergeschoss des Palais Attems. 1961 wurde unter Beteiligung der KÖStV Traungau die KÖAV Albertina Graz gegründet. In den Geschäftsjahren 1970/71 und 2003/04 stellte die KÖStV Traungau jeweils das Präsidium des Österreichischen Cartellverbandes. 1971 wurde unter seiner Federführung die ÖCV-Bildungsakademie gegründet. 2009 stiftete die KÖStV Traungau in Graz die KÖStV Erasmus und war auch 2011 an der Gründung der dortigen KÖHV Europa-Kopernika maßgeblich beteiligt. Der Traungau hat mit über 70 aktiven Mitgliedern (Stand 2020) eine der größten Aktivenschaften Österreichs.

## Freundschaftsverbindungen
Die KÖStV Traungau Graz hat derzeit folgende Freundschaftsverbindungen:
- KÖHV Carolina Graz, Mutterverbindung
- KÖStV Austro-Peisonia Wien
- KÖAV Albertina Graz
- KÖStV Kristall Leoben
- KÖStV Erasmus Graz, Tochterverbindung

## Bekannte Mitglieder
- Jakob Ahrer (1888–1962), Rechtsanwalt und Politiker (CS)[25]
- Helmut Batlogg (* 1940), Politiker (ÖVP)[26]
- Anton Jaklitsch (1890–1951), Staatsbeamter und Widerstandskämpfer gegen den Nationalsozialismus
- Rudolf Kopf (1890–1971), Politiker (NSDAP, später VdU/FPÖ), 1949 aus der Traungau ausgetreten
- Richard Kühnel, Leiter der Vertretung der Europäischen Kommission in Österreich
- Eduard Reut-Nicolussi (1888–1958), Südtiroler Jurist (Völkerrecht) und Politiker (DV)
- Max Riccabona (1915–1997), österreichischer Maler, Autor, Rechtsanwalt und Widerstandskämpfer gegen den Nationalsozialismus[22]
- Hugo Schwendenwein (1926–2019), Kirchenrechtler, Ehrenmitglied
- Ignaz Tschurtschenthaler (1890–1954), Politiker und Widerstandskämpfer gegen den Nationalsozialismus
- Franz Wolkinger (1936–2017), Biologe und Naturschützer[27]
- Richard Wollek (1874–1940), Politiker (CS), Ehrenmitglied
- Ulrich Zankanella, Leiter des Hilfswerkes Franziskaner für Mittel- und Osteuropa (FMO) in Wien